# وليام أو دوغلاس
ويليام أورفيل دوغلاس (بالإنجليزية: William Orville Douglas) (16 أكتوبر 1898-19 يناير 1980)، رجل قانون وسياسي أمريكي عمل كمعاون قاضي في المحكمة العليا للولايات المتحدة. رُشح دوغلاس من قبل الرئيس فرانكلين دي روزفلت لرئاسة المحكمة العليا الأمريكية وقُبل في سن الأربعين، وهو أحد أصغر القضاة المعينين في المحكمة. عمل لمدة 36 عامًا و211 يومًا (1939-1975)، وهي المدة الأطول في تاريخ المحكمة العليا. في عام 1975، وصفت مجلة تايم دوغلاس بأنه «أكثر شخص عقدي للحريات المدنية فكريًا من بين الذين عملوا في المحكمة». 
بعد تنقله بين الولايات كامل فترة طفولته، التحق دوغلاس بكلية ويتمان بعد حصوله على منحة دراسية. تخرج من كلية الحقوق بجامعة كولومبيا عام 1925 والتحق بكلية الحقوق بجامعة ييل. بعد أن شغل منصب الرئيس الثالث لهيئة الأوراق المالية والبورصات الأمريكية، رُشح دوغلاس بنجاح لرئاسة المحكمة العليا بعد تقاعد القاضي لويس برانديز. كان أحد الأشخاص المرشحين بجدية لمنصب نائب رئيس الحزب الديمقراطي عام 1944 وكُتب اسمه في مسودة ترشح قبل الانتخابات الرئاسية لعام 1948. خدم دوغلاس في المحكمة حتى تقاعده في عام 1975، وخلفه جون بول ستيفنز. يمتلك دوغلاس عددًا من السجلات بصفته قاضيًا في المحكمة العليا، والتي تتضمن العديد من الاستشارات القانونية.
كتب دوغلاس الاستشارات القانونية للمحكمة في العديد من القضايا الكبرى مثل الولايات المتحدة ضد شركة باراماونت بيكتشرز (1948)، تيرمينيلو ضد مدينة شيكاغو (1949)، برادي ضد ماريلاند (1963)، وغريسولد ضد كونيكتيكت (1965). كتب آراء مؤيدة أو معارضة ملحوظة في قضايا مثل دينيس ضد الولايات المتحدة (1951)، تيري ضد أوهايو (1968)، وبراندنبورغ ضد أوهايو (1969). كان معروفًا أيضًا بأنه معارض كبير لحرب فيتنام ومدافع متحمس عن البيئة.

## أولى سنوات حياته وتعليمه
ولد دوغلاس عام 1898 في بلدة مين، مقاطعة أوتر تيل، مينيسوتا، وهو ابن جوليا بيكفورد (فيسك) وويليام دوغلاس، القس الإسكتلندي المشيخي المتنقل من مقاطعة بيكتو، نوفا سكوشا. انتقلت عائلته إلى كاليفورنيا، ثم إلى كليفلاند، واشنطن. في سن الثانية، عانى دوغلاس من مرض وصفه بأنه شلل الأطفال، ولكن ادعى كاتب سيرته الذاتية أنه مجرد مغص معوي. قالت والدته أن شفائه هو معجزة إلهية، وأخبرت دوغلاس أنه سيكون في يوم من الأيام رئيسًا للولايات المتحدة.
توفي والده في بورتلاند بولاية أوريغون عام 1904، عندما كان دوغلاس في السادسة من عمره. ادعى دوغلاس فيما بعد أن موت والده هو ما جعل من عائلته فقيرة. بعد انتقال عائلته إلى بلدة في الغرب، استقرت والدته مع أطفالها الثلاث الصغار في ياكيما بواشنطن. عمل ويليام، مثل باقي أفراد عائلة دوغلاس، في وظائف غريبة لكسب أموال إضافية، وبدا له استحالة التحاقه بتعليم جامعي لعدم توفر الأموال اللازمة لذلك. لقد كان طالبًا متفوقًا في مدرسة ياكيما الثانوية وحقق أداءً جيدًا في المدرسة ليحصل بذلك على منحة أكاديمية كاملة للالتحاق بكلية ويتمان في والا والا، واشنطن.

## مناصب وهيئات
أدار كلية ييل للحقوق.

## روابط خارجية
- وليام أو دوغلاس على موقع الموسوعة البريطانية (الإنجليزية)
- وليام أو دوغلاس على موقع مونزينجر (الألمانية)
- وليام أو دوغلاس على موقع ميوزك برينز (الإنجليزية)
- وليام أو دوغلاس على موقع إن إن دي بي (الإنجليزية)